# 加拿大政府
加拿大政府（英語：Government of Canada），正式名稱為國王陛下政府（英語：His Majesty's Government），是加拿大的联邦政府。在加拿大英語中，「Government of Canada」這個詞可能意味著集體機構，或者專指英皇會同樞密院。這兩種機構在通過《1867年英屬北美法令》且加拿大聯邦化後正式成立，其中採行聯邦制和君主立憲制。由加拿大君主作為政治基礎核心，並且引進西敏式的議會民主制度。加拿大政府治理的相關內容大致在加拿大憲法提及，其他還有幾個世紀來的成文法則、法院裁決以及不成文慣例等。當前加拿大政府架構，分成採取加拿大樞密院轄下的加拿大內閣作為行政機構、加拿大國會作為立法機構和各個聯邦法院作為司法機構。

## 延伸閱讀
- Bourinot, John George; Sir, Thomas Barnard Flint,  4th, Lawbook Exchange, 2008, ISBN 9781584778813, （原始内容存档于2013-12-16）
- Dawson, R. MacGregor; Dawson, WF. Norman Ward , 编. . Toronto: University of Toronto Press. 1989  [14 January 2011]. ISBN 0-8020-6703-4. （原始内容存档于2013-12-16）.
- Johnson, David,  2nd, Broadview Press, 2006, ISBN 1-55111-779-7, （原始内容存档于2013-12-16）
- Hale, Geoffrey; Geoffrey E. Hale, , Broadview Press, 2006, ISBN 978-1-55111-504-7, （原始内容存档于2013-12-16）
- Malcolmson, Patrick; Richard Myers,  4th, University of Toronto Press, 2009, ISBN 978-1-4426-0047-8, （原始内容存档于2013-12-16）
- Morton, Frederick Lee, , Frederick Lee, 2002, ISBN 1-55238-046-7, （原始内容存档于2013-12-16）
- Roy, Jeffrey, , University of Ottawa Press, 2006, ISBN 978-0-7766-0617-0, （原始内容存档于2013-12-16）
- Roy, Jeffrey, , University of Ottawa Press, 2007, ISBN 978-0-7766-0658-3, （原始内容存档于2013-12-16）

## 外部連結
- Government of Canada (Official)
  - Public Accounts of Canada, from 1995, in pdf（页面存档备份，存于）
  - Wayback Times: Archives of the Government of Canada website
- Information on the Government of Canada[永久]